# Isabel Russinova
Isabel Russinova, pseudonimo di Maria Isabella Cociani (Sofia, 20 gennaio 1958), è un'attrice, conduttrice televisiva ed ex modella italiana.
Durante una breve esperienza come cantante, ha utilizzato lo pseudonimo Isabella Russinova.

## Biografia
Di padre istriano e madre bulgara, è cresciuta a Trieste dove vivevano i nonni paterni — Maria e Valentino Cociani — e dove ha frequentato il liceo Petrarca sino al ginnasio, diplomandosi poi al liceo di Cortina. Ha iniziato la carriera come modella, a Milano, per l'agenzia Caremoli e nelle redazioni delle riviste Vogue Italia, Lei, Harper's Bazaar. A Milano, grazie a un provino per il programma televisivo di Enzo Tortora Cipria, fu scelta per partecipare alla trasmissione con un contributo canoro alla colonna sonora. Nel 1978 fu la valletta nella serata dedicata al sorteggio della composizione dei gironi dei mondiali di Argentina 1978, nella parte della trasmissione andata in onda dagli studi in Italia. 
Ha condotto il Festival di Sanremo 1983 assieme a Andrea Giordana, Emanuela Falcetti, Anna Pettinelli e Daniele Piombi, un'edizione di Discoring (1983-1984) nuovamente con Emanuela Falcetti e Anna Pettinelli, un'edizione di Discoestate nel 1986 con Fabio Fazio, nonché un'edizione di Mattino 2 (su Rai 2, 1988), insieme ad Alberto Castagna. Nel 1987 conduce la trasmissione Linea verde, assieme a Federico Fazzuoli e Vincenzo Buonassisi. Ha recitato nei film Delitto in Formula Uno (1984), Tex e il signore degli abissi (1985), Rimini Rimini - Un anno dopo (1988), Il commissario Lo Gatto (1986) e Noi uomini duri (1987). In TV ha recitato anche nell'episodio Boomerang, della serie Big Man, nella parte di Edith.
Agli anni ottanta risale la sua unica esperienza come cantante, quando ha inciso il 45 giri Storia di seduzione/Gabbiani di seta per l'etichetta alessandrina Videoradio, utilizzando il nome Isabella Russinova.
Dopo l'esperienza come modella e dopo aver raggiunto la popolarità negli anni ottanta in campo televisivo e cinematografico è oggi un'operatrice culturale, drammaturga, scrittrice e produttrice di cinema e teatro. La sua attenzione alle tematiche volte al sociale, al femminile, alle pari opportunità, alla difesa dei diritti umani, l'hanno portata ad essere oggi testimonial ufficiale di Amnesty International. 
È Accademica Tiberina, corrispondente onoraria culturale del "Mediterranean Academy of Culture, Tourism and Trade", corrispondente onoraria della cultura slava, insignita dal ministero della Cultura della Repubblica Popolare di Bulgaria. Dal 2011 al 2013 ha diretto, prima come responsabile della prosa, poi come direttore artistico, il Teatro di tradizione Alfonso Rendano di Cosenza. Dal 2016 è Accademica Mauriziana per merito. È fondatrice, insieme a Rodolfo Martinelli Carraresi, e direttore artistico della società di produzione Ars Millennia Production.

## Vita privata
È stata sposata con Igor Marini, autore di rivelazioni alla Commissione parlamentare di inchiesta sull'affare Telekom Serbia.

## Filmografia

### Cinema

Isabel Russinova in Mezzo destro mezzo sinistro - 2 calciatori senza pallone (1985)

Vanessa Gravina e Russinova ne La ragazza di Cortina (1994)

- Si ringrazia la regione Puglia per averci fornito i milanesi, regia di Mariano Laurenti (1982)
- "FF.SS." - Cioè: "...che mi hai portato a fare sopra a Posillipo se non mi vuoi più bene?", regia di Renzo Arbore (1983) – non accreditata
- Delitto in Formula Uno, regia di Bruno Corbucci (1984)
- Tex e il signore degli abissi, regia di Duccio Tessari (1985)
- Mezzo destro mezzo sinistro - 2 calciatori senza pallone, regia di Sergio Martino (1985)
- Momo, regia di Johannes Schaaf (1986) – non accreditata
- Il commissario Lo Gatto, regia di Dino Risi (1986)
- I miei primi 40 anni, regia di Carlo Vanzina (1987)
- Noi uomini duri, regia di Maurizio Ponzi (1987)
- Rimini Rimini - Un anno dopo, regia di Bruno Corbucci (1988)
- Rosso veneziano (Rouge Venise), regia di Étienne Périer (1989)
- Un amore sconosciuto, regia di Gianni Amico (1991)
- Signorina Giulia, regia di Roberto Marafante (1992)
- Alto rischio, regia di Stelvio Massi (1993)
- Roraima, regia di Carlos Oteyza (1994)
- La pista bulgara, regia di Stelvio Massi (1994)
- La ragazza di Cortina, regia di Maurizio Vanni (1994)
- Segreto di stato, regia di Giuseppe Ferrara (1995)
- Stressati, regia di Mauro Cappelloni (1997)
- Mashamal - ritorno al deserto, regia di Paolo Fondato (1998)
- Sopra e sotto il ponte, regia di Alberto Bassetti (2005)
- Una lontana storia d'amore – cortometraggio (2008)
- L'ultimo re, regia di Aurelio Grimaldi (2009)
- Virinoj, regia di Rodolfo Martinelli – docufilm (2012)
- Il popolo di Re Heruka, con Marco Lo Russo – docufilm (2015)
- La Bugia bianca, regia di Giovanni Virgilio (2015)
- L'incredibile storia della signora del terzo piano, regia di Rodolfo Martinelli (2017)
- La mia seconda volta, regia di Alberto Gelpi (2019)
- Boys, regia di Davide Ferrario (2021)
- Trafficante di virus, regia di Costanza Quatriglio (2021)
- La primavera della mia vita, regia di Zavvo Nicolosi (2023)

### Televisione
- Un delitto, regia di Salvatore Nocita – film TV (1984)
- Due assi per un turbo – serie TV (1984)
- Caccia al ladro d'autore – serie TV (1985)
- Professione vacanze – serie TV, episodio 1x05 (1987)
- Brivido giallo – serie TV, episodio 1x04 (1987)
- Big Man – serie TV, episodio 1x04 (1988)
- Cerco l'amore, regia di Paolo Fondato – miniserie TV, episodi 1x01-1x02-1x03 (1988)
- A cena col vampiro, regia di Lamberto Bava – film TV (1988)
- Ti ho adottato per simpatia, regia di Paolo Fondato – film TV (1991)
- Errore fatale, regia di Filippo De Luigi – film TV (1992)
- Contro ogni volontà, regia di Pino Passalacqua – film TV (1992)
- L'ispettore anticrimine – serie TV, 6 episodi (1993)
- A due passi dal cielo, regia di Sergio Martino – film TV (1999)
- Assassini per caso, regia di Nello Correale – film TV (1999)
- Turbo – serie TV, episodi 1x01-1x04 (1999-2000)

## Teatro
- La bambola spezzata di Moureen O’Brien regia di Franco Però, Taormina Arte (1995)
- Uscirò dalla tua vita in taxi di Keith Waterhouse e Willis Hall, regia di Patrick Rossi Gastaldi (1995-1997)
- Rebecca e il prete di Dada Morelli, regia di Tescari (1997)
- Fate cattive di Anne Riitta Ciccone, regia di Walter Manfrè (1998)
- Ossessione pericolosa di N. J. Crisp, regia di G. Zanetti (1999-2000)
- Regine D’Oriente e D’Occidente di Roberto Mussapi, regia di B. Galanti (2000) – prodotto e interpretato
- The Country di Martin Crimp, regia di Franco Però, Festival di Benevento (2000-2001) – prodotto e interpretato
- A cena con amici di Donald Margulies, regia di Franco Però, Taormina Arte, Palermo di Scena (2001-2002) – prodotto e interpretato
- La bottega del caffè di Rainer Werner Fassbinder, regia di M. Belli, Taormina Arte, Versiliana Festival, Borgio Verezzi Festival (2002-2003) – Prodotto e interpretato
- Il Ventre di Alberto Bassetti, regia di Francesco Branchetti, Taormina Arte (2003-2004) – prodotto e interpretato
- Il postino suona sempre due volte di James M. Cain, regia di E.M. La Manna, Versiliana Festival, Borgio Verezzi Festival (2003-2004) – prodotto e interpretato
- Ferro e Cuore di Alberto Bassetti, regia di Manuel Giliberti (2005) – prodotto e interpretato
- Vertigo adattamento di M. D'Amico, regia di Franco Però, Borgio Verezzi Festival (2005) – prodotto e interpretato
- Andromaca, adattamento da Seneca, regia di Giuseppe Argirò, Magna Graecia Teatro Festival (2006) – prodotto e interpretato
- Elettra di Marguerite Yourcenar, regia di A. Pugliese, Nora Teatro Festival (2007) – prodotto e interpretato
- Io Toscanini di Piero Melograni, regia di A. Pugliese (2007) – prodotto e interpretato
- Didone, Donna Senza Amore, adattamento da Christopher Marlowe, regia di Manuel Giliberti, Teatri di Pietra (2008) – prodotto e interpretato
- Come uno scandalo al sole di Roberta Skerl, regia di Silvio Giordani, Borgio Verezzi Festival (2008) – prodotto e interpretato
- Fra un anno alla stessa ora di Bernard Slade, regia di Silvio Giordani (2009) – prodotto e interpretato
- La governante di Vitaliano Brancati, regia di Manuel Giliberti (2010) – prodotto e interpretato
- Caro amore ti scrivo di Isabel Russinova, regia di Rodolfo Martinelli (2010) – prodotto ed interpretato
- Aspettando il Natale Ortodosso di Isabel Russinova, regia di Rodolfo Martinelli (2010) – prodotto e interpretato
- La giovane Italia delle donne di Isabel Russinova, regia di Rodolfo Martinelli (2011) – prodotto e interpretato
- Tamara, La Femme d'or, regia di Mario Moretti, con Isabel Russinova (2011)
- Galla Placidia di Isabel Russinova, regia di Rodolfo Martinelli (2012) – prodotto e interpretato
- Pierino e il lupo di Sergej Sergeevič Prokof'ev, orchestra sinfonica del Teatro di tradizione Alfonso Rendano di Cosenza, diretta dal maestro Donato Sivo (2012)
- Giuseppe Verdi - La vita, le lettere, l'amore di Isabel Russinova, regia di Rodolfo Martinelli, orchestra sinfonica del Teatro di tradizione Alfonso Rendano di Cosenza, diretta dal maestro Gianluca Martinenghi (2013)
- Divina in bianco e nero - omaggio a Gabriele D'Annunzio, regia di Rodolfo Martinelli (2013)
- Donne che sfidano il fuoco - omaggio a Margot Fonteyn, regia di Rodolfo Martinelli (2013)
- Heruka di Isabel Russinova, regia di Rodolfo Martinelli (2013)
- La donna spezzata di Simone de Beauvoir, regia di Rodolfo Martinelli, Teatro Belli di Roma (2014)
- Briganta di Isabel Russinova, regia di Rodolfo Martinelli, Teatro Eliseo di Roma (2014)
- Preghiera alla madre di Isabel Russinova regia di Rodolfo Martinelli, debutto al Duomo di Cosenza (2015)
- La chiave di Virginia B di Isabel Russinova, regia di Rodolfo Martinelli, debutto al Teatro Francesco Stabile di Potenza (2015)
- Agatha di Isabel Russinova, regia di Rodolfo Martinelli, Teatro Belli di Roma, Teatro Manoel di La Valletta e Palazzo Verdala, entrambi a Malta (2015)
- Safa e la sposa bambina di Isabel Russinova, regia di Rodolfo Martinelli, Teatro Palladium di Roma (2016)

## Discografia

### Singoli
- 1983 – Storia di seduzione/Gabbiani di seta

## Libri
- Ti racconto quattro storie, collana Centominutijunior, Rai Eri, 2005.
- Antonio, l'isola e la balena, collana Centominutijunior, Rai Eri, 2009.
- Galla Placida. L'imperatrice romana che governò i barbari, 2011.
- Reinas. Storie di grandi donne, collana Electi, Armando Curcio Editore, 2016.

## Doppiatrici italiane
- Serena Verdirosi in I miei primi 40 anni
- Rossella Izzo in Il commissario Lo Gatto